# Komtess Else
Komtess Else ist der zweite Film aus der „Else“-Serie, die zwischen 1916 und 1921 entstanden ist. Paul Otto hat ihn 1916 für Jules Greenbaum in Berlin inszeniert. Die Hauptrollen spielen Else Eckersberg und Kurt Vespermann.

## Handlung
Komtess Else soll heiraten. Um den ihr Zugedachten auf die Probe zu stellen, tritt sie einer Damenkapelle bei.

## Hintergrund
“Komtess Else” war Teil einer Serie mit der Theaterschauspielerin Else Eckersberg. Produziert wurde er durch die Jules Grenbaum-Film GmbH Berlin.
Das Drehbuch schrieben Franz Eckstein und Rosa Porten, die ältere Schwester der Darstellerin Henny Porten, mit welcher er seit 1914 verheiratet war.
Der Film lag der Berliner Polizei in einer Länge von 3 Akten vor und erhielt unter der No. 39992 Jugendverbot. Er wurde am 17. November 1916 in Berlin im Tauentzien-Palast uraufgeführt.
“Komtess” ist die nach 1918 außer Gebrauch gekommene Anrede für die unverheiratete Tochter eines Grafen (von lat. comitessa / französisch comtesse). Die Musikerinnen von Damenkapellen gehörten zur Unterhaltungskultur, die sich in der zweiten Hälfte des neunzehnten Jahrhunderts mit Zirkus und Varieté, Caféhaus- und Tanzmusik herausbildete, und galten damit als sog. „Künstler niederer Gattung“.

## Rezeption
Er wurde besprochen in:
- Der Film  No. 42, 1916
- Der Film  No. 44, 1916
- Kinematograph No. 517, 1916

und ist erfasst bei
- Birett: Verzeichnis in Deutschland gelaufener Filme, No. 387, 1916
- GECD #27479